# Josse de Corte
Josse de Corte, nacido en 1627 en Ypres y fallecido en 1679, fue un escultor flamenco del periodo Barroco.

## Datos biográficos
También es conocido como Giusto Cort o Josse Lecurt o Josse Cort. Obtuvo algunos encargos en Roma. Una de sus obras cumbre fue el altar principal teatral para la Basílica de Santa Maria della Salute en Venecia, con el grupo de esculturas de la Reina de los Cielos protegiendo de las Plagas. Retrata a la Virgen María salvando a los creyentes postrados y sometiendo a la personificación demoniaca de la plaga.
También completó parte del Monumento Morosini en San Clemente all'Isola. Entre sus discípulos en Venecia estuvo Francesco Cavrioli, Francesco Penso, y Orazio Marinali. Todos ellos contribuyeron a la extensa decoración escultórica del exterior de la iglesia de la Salute.

## Obras
Entre las mejores y más conocidas obras de Josse de Corte se incluyen las siguientes:
- Altar principal teatral para la Basílica de Santa Maria della Salute en Venecia, con el grupo de esculturas de la Virgen María, los creyentes postrados y la personificación demoníaca de la plaga.
- parte del Monumento Morosini en San Clemente all'Isola

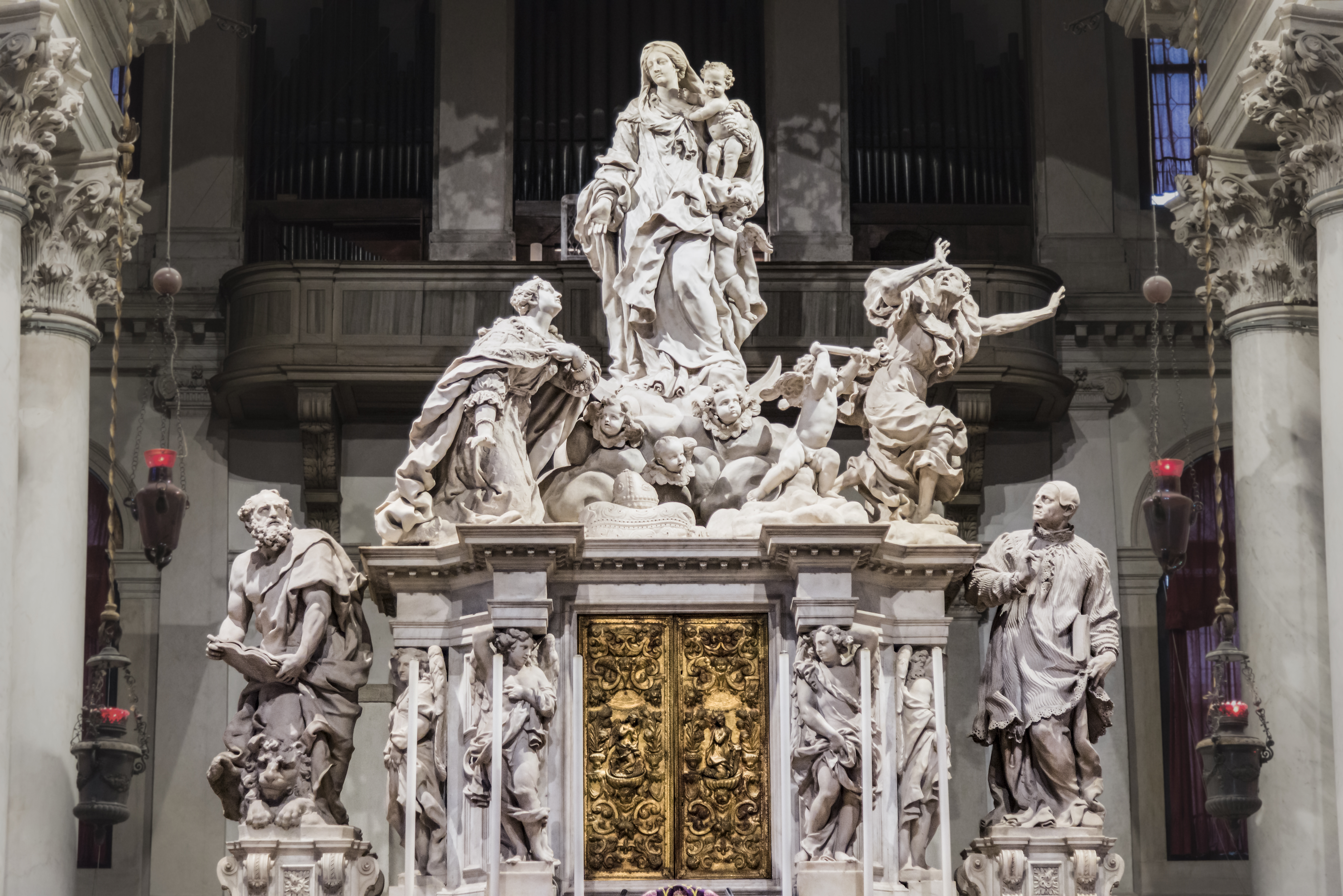
Basilica Santa Maria della Salute
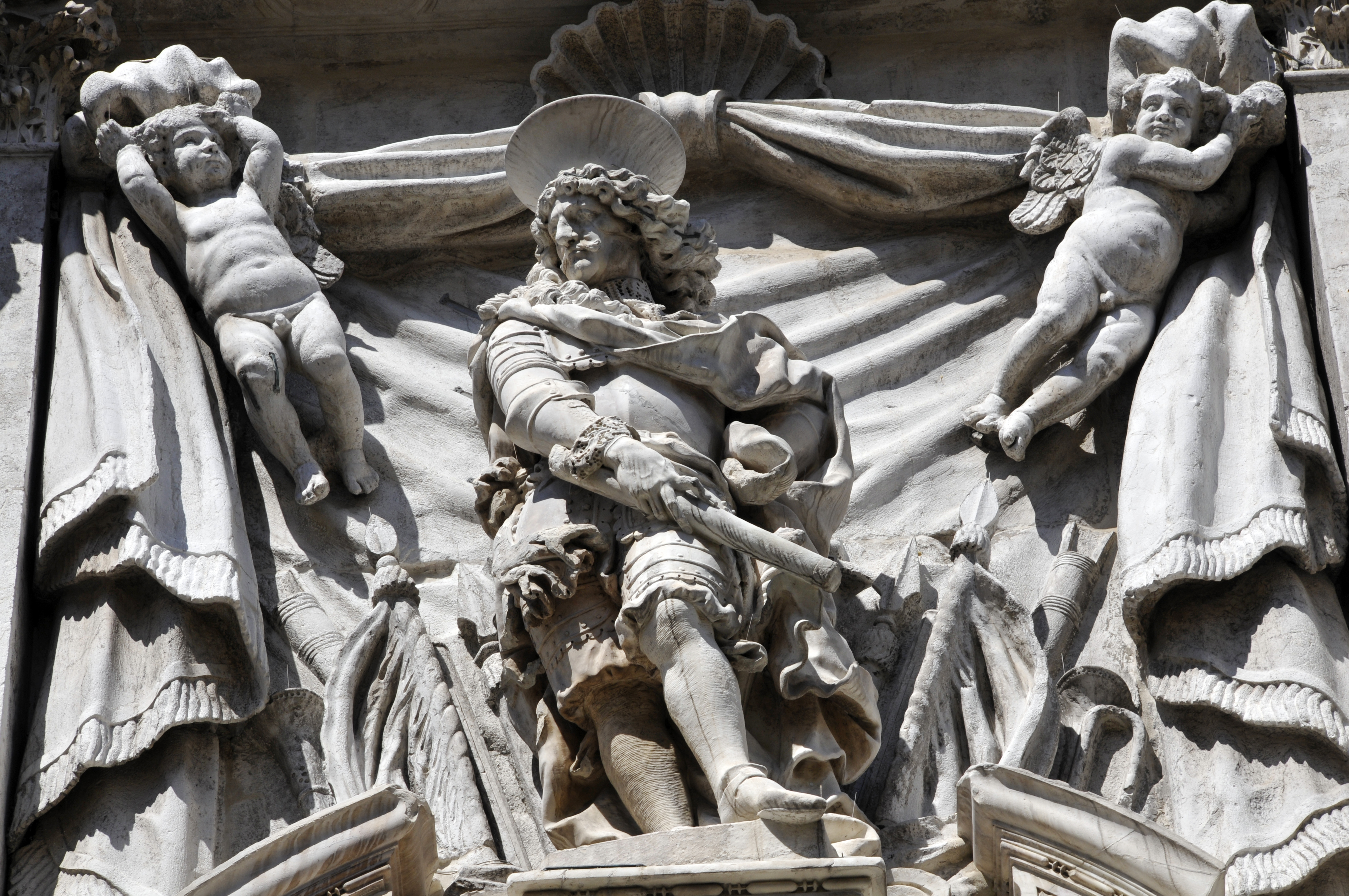
Chiesa di Santa Maria del Giglio
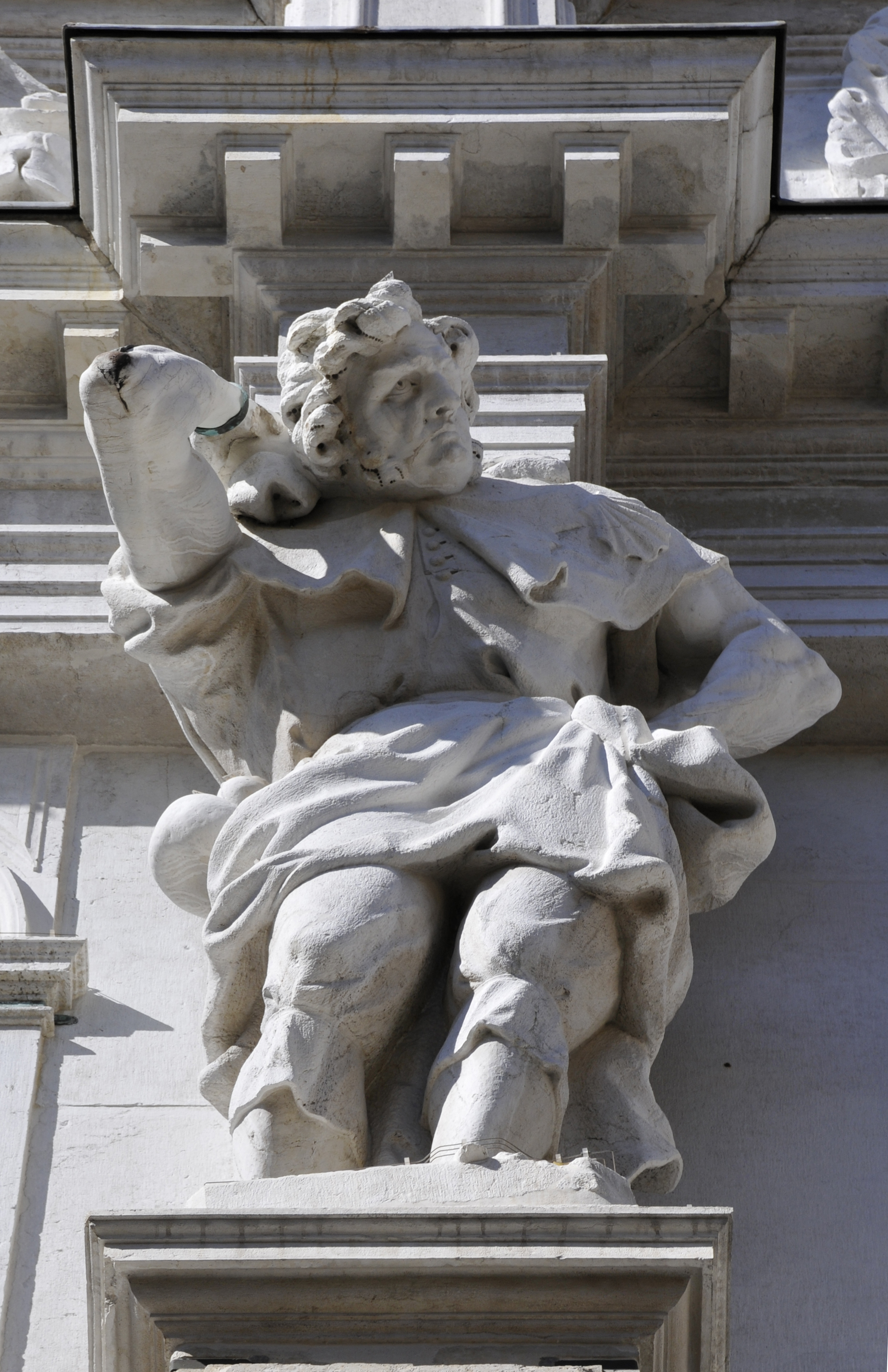
Chiesa Ospedaletto
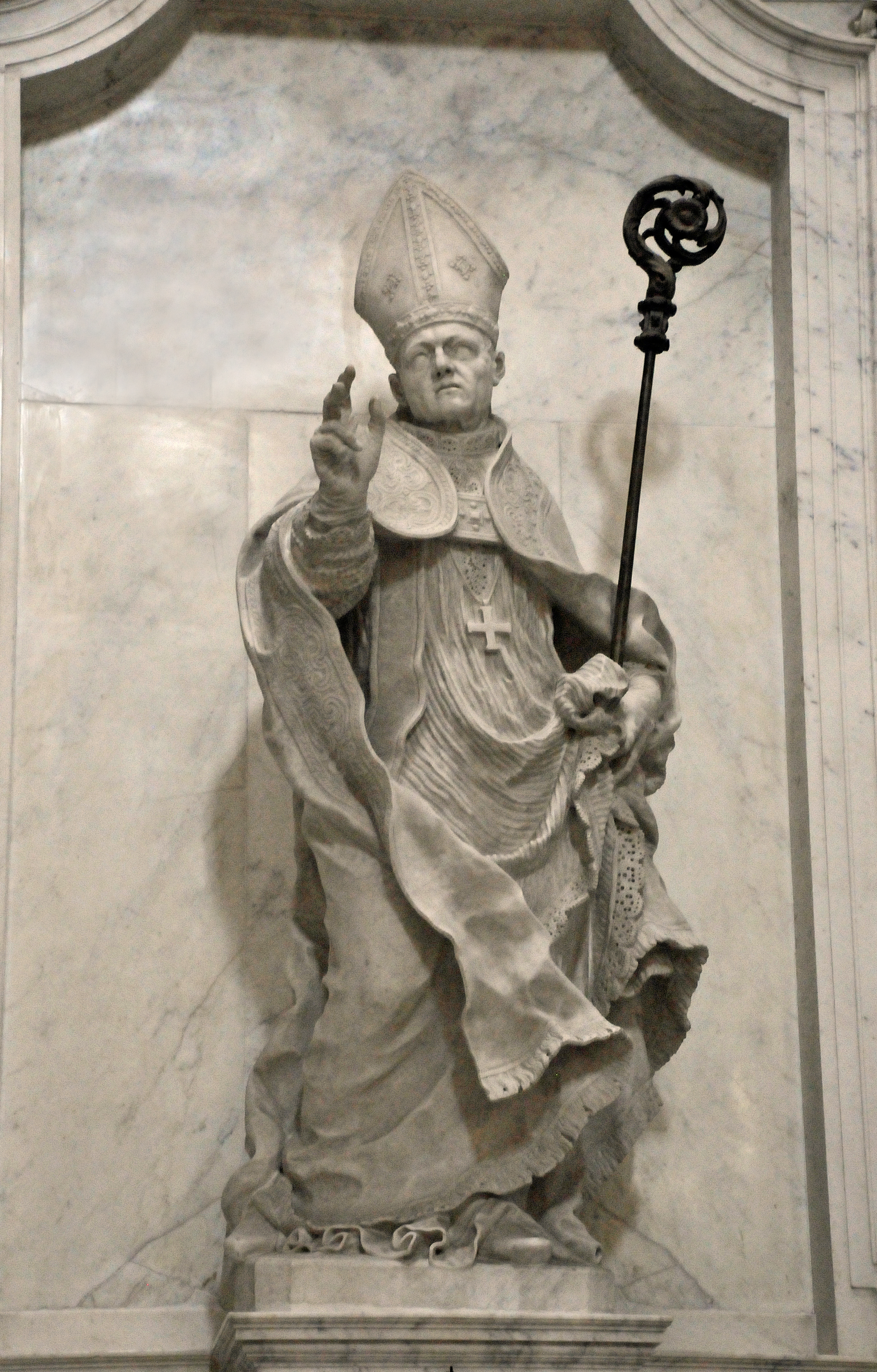
Estatua del Beato Gerardo Sagredo, en la capilla Sagredo de la Iglesia de San Francesco della Vigna
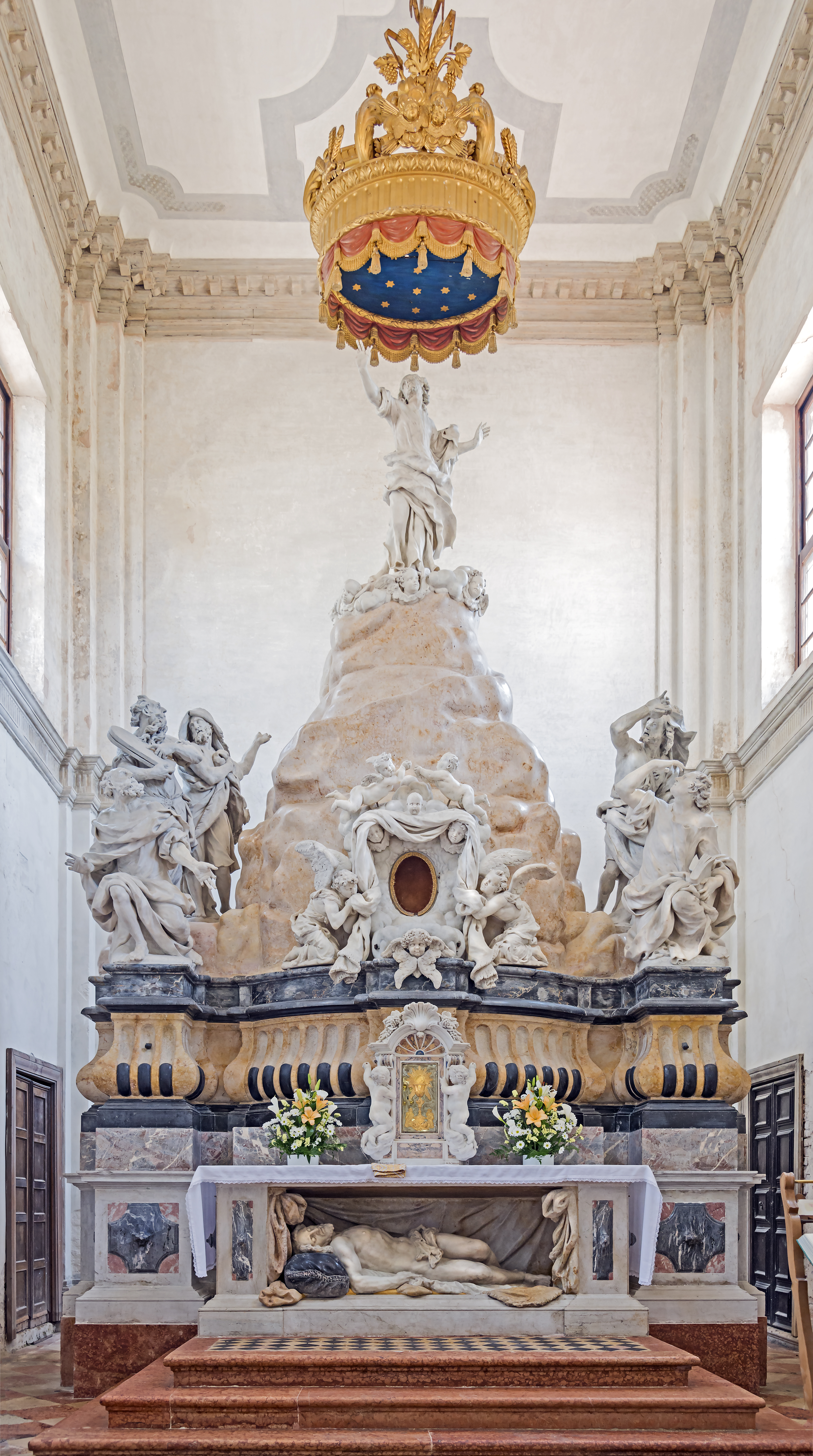
Altar de la iglesia de la Zirada Venecia